# Brent

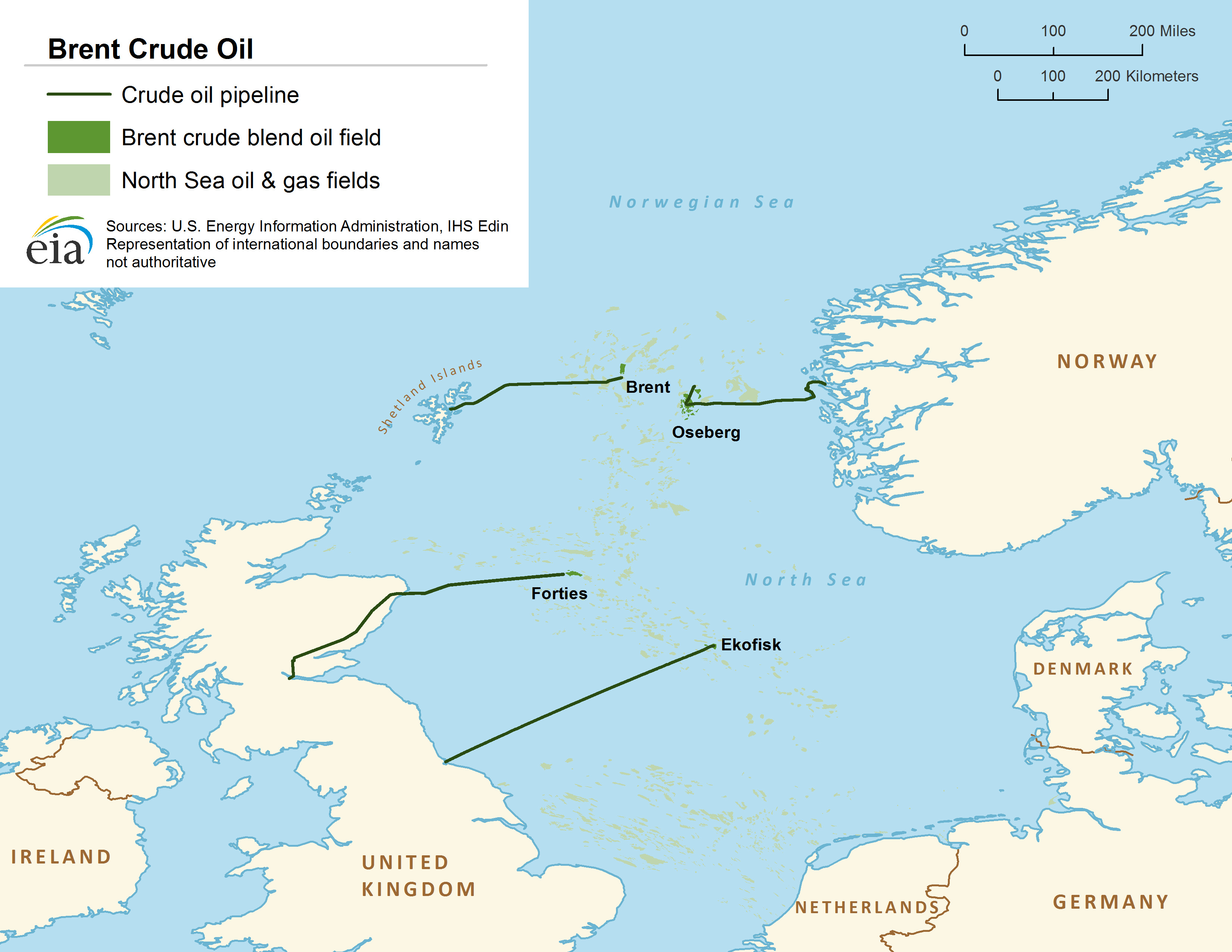
Карта месторождений и систем трубопроводов, нефть из которых составляет смесь Brent (с 2007 года).

Brent (англ. Brent Crude, Brent Blend, London Brent) — эталонная марка (маркерный сорт) нефти, добываемая в Северном море. С 2007 года фактически является смесью нескольких сортов нефти, добываемых на шельфовых месторождениях Brent, Forties, Oseberg и Ekofisk между побережьями Норвегии и Великобритании. Является одной из основных марок нефти, торгуемых на международных нефтяных биржах, в частности на ICE.
Цена нефти Brent с  1980-х годов является основой для ценообразования многих других сортов нефти. На начало 2010-х, цены на 70 % всех мировых сортов нефти прямо или косвенно определялись ценами на смесь Brent. В частности, цены на три из пяти российских экспортных марок, Urals, Siberian Light и REBCO, рассчитываются исходя из цен на Брент.
Данная марка стала эталонной благодаря надёжности поставок, наличию нескольких независимых поставщиков и готовности её покупки со стороны множества потребителей и переработчиков. Несмотря на некоторые проблемы с поставками в прошлом и не самые большие объёмы производства, смесь Brent обладает достаточной ликвидностью, чтобы оставаться маркерной.

## История

Цены на смесь Брэнт с мая 1987 по январь 2015, долларов за баррель.

Название сорта происходит от одноимённого месторождения в Северном море, открытого в 1970 году. Слово Brent образовано от первых букв названий горизонтов месторождения — Broom, Rannoch, Etive, Ness и Tarbert. Изначально сорт определялся как смесь, получаемая на британском терминале Саллом-Во (Шетландские острова).
С середины 1980-х годов добыча на месторождении Брент стала снижаться, упав с 885 тыс. баррелей в день в 1986 до 366 тысяч к 1990 году. В 1990 году к сорту Brent была добавлена нефть, добываемая в системе Ninian. Смесь нефтей добывалась в объёмах около 800 тысяч б/д в 1992, упав до уровня 400 тысяч в 2001 году (около 20 танкеров в месяц).
В июле 2002 года агентством Platts, одним из двух котировочных агентств, данные которого используются для определения цены на контракты Brent, к сорту были добавлены нефти, добываемые на других месторождениях в том же регионе: Forties (Северное море) и Усеберг (Норвегия). Новая смесь получила название BFO (Brent-Forties-Oseberg).
Затем, в 2007 году была добавлена Ekofisk и смесь получила название BFOE.

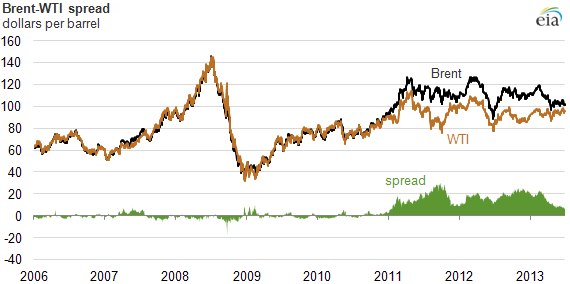
Цены на смесь Brent и маркерную нефть West Texas Intermediate (США) с 2006 по 2013 год, также показана разность цен между ними (данные EIA).

Цена нефти Brent традиционно была близка к стоимости WTI, эталонной марки для нефти, добываемой в США и импортируемой в страну. Причём обычно Brent торговалась на 1-4 доллар США за баррель ниже чем WTI из-за более высокой стоимости доставки до США. Однако с 2011 года паритет изменился и Brent стала торговаться с премией в 10-20 долларов за баррель к ценам WTI, сужение разности проявлялось в 2013—2014 годах. Разница в цене между ними может объясняться различными способами, в том числе: прямой связью фьючерсов на WTI с физическими поставками (до них доходит 3-4 % контрактов), в отличие от более удобных для торговли и спекуляций непоставочных фьючерсов на Brent; загруженностью инфраструктуры г. Кушинга, куда поставляется WTI (затоваривание нефтехранилищ, перегруженность нефтепроводов после увеличения добычи в Северной Америке); больший экономический рост стран, импорт которых задаётся ценами Brent.
В настоящее время[когда?] идут дискуссии по поводу обоснованности дальнейшего использования нефти марки Brent в качестве маркерной для определения цен на мировом рынке. Это в первую очередь связано с уменьшением объёмов добычи нефти на месторождениях в Северном море, которое приводит к снижению ликвидности и к искажениям при определении цены как самой смеси, так и других марок нефти.
12 января 2018 года цена на нефть марки Brent впервые с 4 декабря 2014 года превысила 70 долларов за баррель.
24 апреля 2018 года котировка фьючерсов на июнь нефти марки Brent увеличилась на $0,29 (0,39 %) — до $75 за баррель. Данный рост был обусловлен усилением геополитической напряжённости на Ближнем Востоке, и, по оценкам экспертов, предстоящим сокращением товарных запасов топлива в США.

## Свойства
Смесь Brent классифицируется как лёгкая малосернистая нефть, её плотность при 20 °C около 825—828 кг/м³ (38,6-39 градусов API), содержание серы около 0,37 %. По этим показателям близка к американской смеси WTI (West Texas Intermediate, она же Light Sweet). Обычно нефть Brent перерабатывается на северо-западе Европы, но при благоприятной ценовой конъюнктуре может доставляться для переработки в США и Средиземноморье.